# برترام س. غرينغر
برترام س. غرينغر (بالإنجليزية: Bertram C. Granger)‏ هو فنان ومخرج فني ومصمم الإنتاج أمريكي، ولد في 31 مارس 1892 في رولينز في الولايات المتحدة، وتوفي في 28 أكتوبر 1967 في لوس أنجلوس في الولايات المتحدة.

## وصلات خارجية
- برترام س. غرينغر على موقع IMDb (الإنجليزية)
- برترام س. غرينغر على موقع أول موفي (الإنجليزية)
- برترام س. غرينغر على موقع قاعدة بيانات الفيلم (الإنجليزية)